# Lobelia vivaldii
Lobelia vivaldii là loài thực vật có hoa trong họ Hoa chuông. Loài này được Lammers & Proctor mô tả khoa học đầu tiên năm 1994.